# 東雲村 (山梨県)
東雲村（しののめむら）は、山梨県東山梨郡にあった村。現在の甲州市南西部、中央本線勝沼ぶどう郷駅の西方一帯にあたる。

## 地理
- 河川：重川、田草川

## 歴史
- 1941年（昭和16年）1月1日 - 小佐手村・山村・休息村・綿塚村が合併して発足。
- 1954年（昭和29年）4月5日 - 東雲村が勝沼町・菱山村・東八代郡祝村と合併し、改めて勝沼町が発足。同日東雲村廃止。